# Pápai Református Kollégium
A Pápai Református Kollégium 1531-ben alapított, majd 500 éves múltra visszatekintő tanintézmény Pápán. Sok neves személy mellett „pápai diákként” itt tanult Petőfi Sándor, Jókai Mór, Eötvös Károly, a 20. században Csoóri Sándor és Nagy László költők, Lőrincze Lajos nyelvész. A református egyház 1804-ben emelte a debreceni és sárospataki református iskolákkal egyenlő kollégiumi rangra.
Jelenlegi négy önállóan gazdálkodó része a Pápai Református Kollégium Gimnáziuma (közkeletű nevén a Refi), a Pápai Református Teológiai Akadémia, a Dunántúli Református Egyházkerület Tudományos Gyűjteményei és a Tánc-Lánc Művészeti Alapiskola. A kollégium feladatának tekinti, hogy tanulóit keresztyén   szellemben, Isten és a haza szeretetére, hűségére nevelje. Ezt tükrözi a gimnázium jelmondata is: „Istennek, hazának, tudománynak”.

## Története
A reformáció gyors terjedése nyomán országszerte protestáns iskolák jöttek létre már a 16. század harmincas éveiben. A pápai kollégiumot 1531-ben alapították, illetve egy már korábban létező egyházi iskola folytatta a működését az új tanok szellemében. Kezdetben Luther tanítását vették át, de a század végén az iskola már egyértelműen kálvinista elveket követett. Mint a középkori iskolák általában, a pápai kollégium is – az elemi oktatáson túl – egyházi értelmiséget, papokat nevelt, ennek megfelelően hamar kiépült a főiskolai szintű teológiai képzés.
A kollégium működését a Habsburg-kormányzat ellenreformációs törekvései akasztották meg. A várost birtokló Esterházy család a 17. század közepétől kezdve fokozatosan igyekezett megnyirbálni a protestánsok jogait és felszámolni az iskola anyagi alapjait. A rekatolizáció hívei 1752-ben értek célt: a református egyházat száműzték Pápáról, a következő harminc évben a kollégium a közeli Adásztevelen folytatta működését, meglehetősen szűk lehetőségek között. A visszatérésre 1783-ban, II. József türelmi rendelete után nyílt lehetőség, az iskola Mándi Márton István vezetése alatt újra az ország egyik legjelentősebb főiskolájává vált.
A kollégium fénykorát két jeles tanár, Tarczy Lajos és Bocsor István neve fémjelzi. A reformkorban a teológia mellett már nagy szerepet kapott a világi tárgyak oktatása: a 19. században Pápán természettudományi, filozófiai, bölcsészeti és jogi kar, a század végén tanítóképző is működött. 1939-ben kereskedelmi iskolát is indítottak.
A kommunista kormány 1948 és 1952 között több lépésben államosította a kollégiumot, tanárai jó részét más középiskolákba széthelyezték, nyugdíjazták, a kollégium egyházi-hazafias szellemiségét megszüntették, és – a korszak többi iskolájához hasonlóan – „szocialista szellemű” állami iskolát alakítottak ki helyén. Az egyes tagintézmények – a teológia kivételével – állami tulajdonban tovább működtek: a gimnázium jogutódja a Petőfi Sándor Gimnázium és Szakközépiskola, a kereskedelmi iskoláé a Jókai Mór Közgazdasági Szakközépiskola és Leánykollégium, a Nőnevelő pedig az Állami Tanítóképző Intézetben folytatta munkáját (megszűnt 1959-ben).
A rendszerváltozáskor, 1990-ben, a kárpótlási törvény és az egyházi ingatlanok visszaadása keretében a református egyház több lépésben visszakapta az iskolaépületet, és újraalapította a Református gimnáziumot: előbb 1991-ben az épületben működő Petőfi gimnázium évfolyamainak 5-ről 3-ra csökkentésével néhány tantermet kapott vissza az egyház. A következő 4 év a visszaszorítását megélő, jövőjéért aggódó Petőfi gimnázium és a formálódó új, református iskola vezetése közötti feszültségben telt, amit végül az önkormányzat új épület építésével, és a Petőfi gimnázium átköltöztetésével oldott meg. Így 1994-re került vissza a teljes épület a Református Kollégium tulajdonába. 1998-ban a teológia is újraindult, egy évvel később pedig egy új intézményt is alapítottak, a Tánc-Lánc Művészeti Alapiskolát. Ma a kollégium ismét növekvő tekintélynek örvend.

## Felépítése, létszámadatok
A kollégium fenntartója a Dunántúli Református Egyházkerület. Négy intézménye önálló jogi személy, amelyek a kollégium keretében is megőrzik szervezeti és működési önállóságukat.
A kollégium legnagyobb egysége ma a Március 15. tér 9. szám alatt található gimnázium, négy- és hatosztályos tagozatán 2006-ban összesen 520 diák tanult 61 tanár felügyelete alatt Igazgatója Baráth Julianna református lekipásztor. A gimnázium internátussal , illetve Balatonszepezden egy nyári táborral rendelkezik. 2005 óta Tatán is működik egy kihelyezett tagozata dr. Kálmán Attila, néhai igazgató alapított és vezette egészen haláláig.
A Március 15. tér 13-14. szám alatt, a régi Nőnevelő Intézet épületében működő teológián 6 tanár tanít, 2006-ban 49 hallgató járt ide. Vezetője az 1998-as újraindulás óta dr. Vladár Gábor dékán.
A Tánc-Lánc Művészeti Alapiskola igazgatója Müller Anita. 6 tanára nemcsak Pápán, hanem több környékbeli faluban is tanít néptáncot. 2010-ben Müller Anita igazgató a továbbtanulás érdekében tevékenyen segíti és irányítja a gimnázium művészeti szakközépiskolává válását.
A Tudományos Gyűjtemények a főiskolai könyvtárat, az egyházkerületi levéltárat és a pápai egyháztörténeti múzeumot foglalja magában. Ez a kollégium egyetlen intézménye, ami a pártállami rendszerben is folyamatosan – bár szűk keretek között – működhetett. Igazgatója 1993-tól Köntös László.

## Jelképei és jelmondatai

### Az eperfa

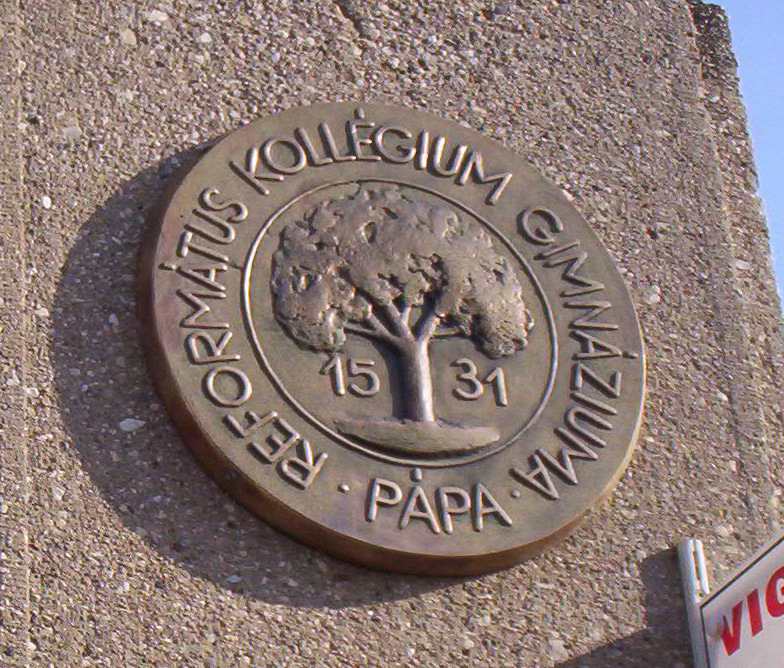
Az eperfás jelvény a gimnázium falán

Az eperfa a kollégium legfontosabb jelképe; általában egy kör közepén ábrázolják az alapítás évszáma (1531) mellett, de előfordul címerpajzson is. A kollégiumnak 1752-ben el kellett hagynia Pápát és 1783-ig, a türelmi rendelet életbe lépéséig Adásztevelen működött. A hagyomány úgy tartja, hogy a sok diák kezdetben nem fért el a teveli iskola kis épületében, így a tanítás egy terebélyes eperfa alatt folyt.
A teveli korszak mementójaként 2000-ben az iskola diákjai és tanárai a Pápa és Adásztevel közötti útra ezer eperfa-csemeték akartak ültetni, de a tervet balesetveszélyessége miatt elvetették. Ehelyett 2003-ban, a hazatérés 220. évfordulóján ültettek egy eperfát az adászteveli templom előtt.

### A Tánc-Lánc Művészeti Alapiskola jelvénye

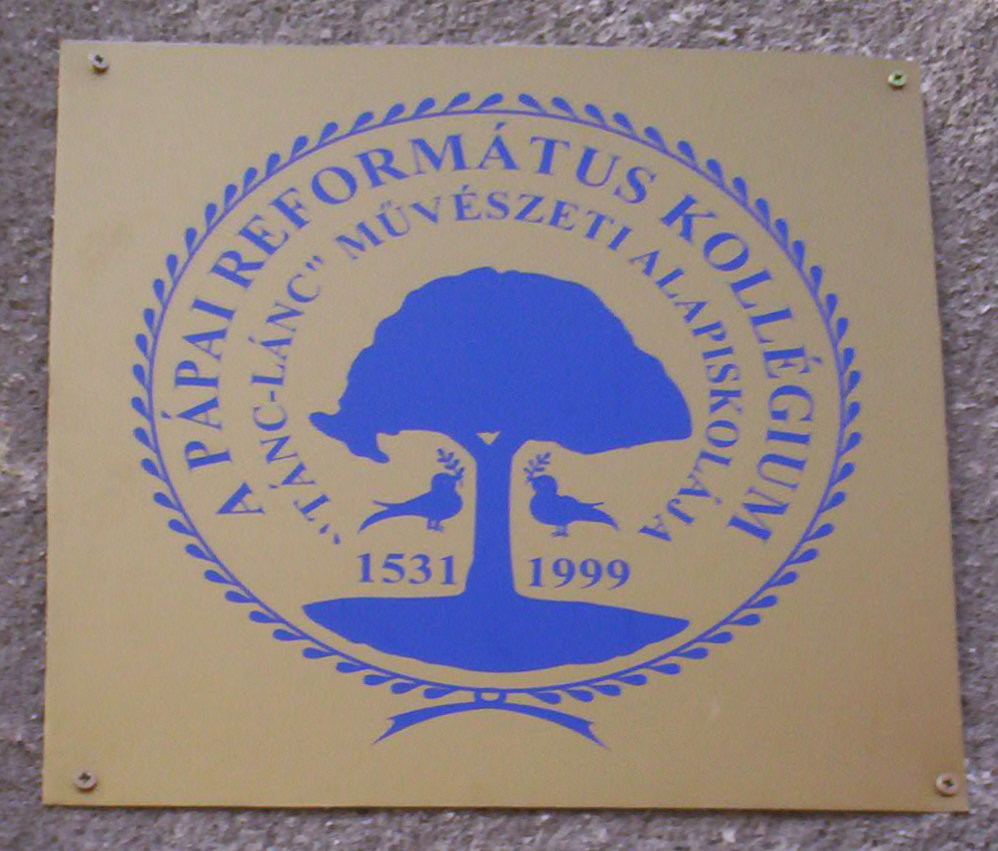
A Tánc-Lánc Alapiskola jelvénye

A Tánc-Lánc a kollégium eperfás jelvénye mellett egy saját jelvényt is használ, amelyben az eperfa lombkoronája helyén Nagy-Magyarország alakja látható, mellette kétoldalt pedig egy-egy népi hímzéseket idéző madárfigura, ezzel utalva arra, hogy az iskola nemcsak a mai Magyarország, hanem a teljes magyar nyelvterület, illetve a teljes Kárpát-medence népművészetével meg kívánja ismertetni tanulóit.

### Istennek, hazának, tudománynak

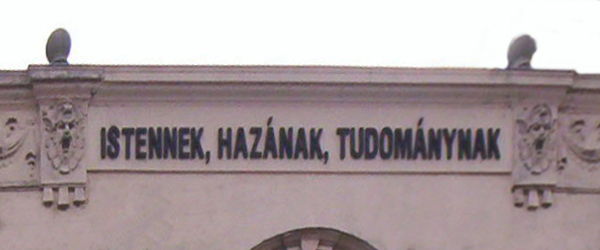
A felirat 1994 óta újra a helyén

A hagyomány szerint egyszer megkérdezték Jókai Mórt, a kollégium öregdiákját, hogy mire való az iskola. Azt válaszolta: „hogy Istennek, hazának, tudománynak neveljen”. A jelmondat kifejezi az iskola vallásos és hazafias nevelésre való törekvését.
Nem tudjuk biztosan, hogy az iskola mikortól tekintette ezt jelmondatának, de 1895-ben, tehát még Jókai életében kiírták nagy betűkkel a kollégium új (mai) főépületének homlokzatára. Amikor 1952-ben államosították a kollégiumot, a feliratot leverték. Állítólag a fél város kint állt az iskola előtti téren és többen hangosan zokogtak. 1994-ben, amikor az egyház a teljes épületet visszakapta, újra kiírták a jelmondatot, de ez már jóval kisebb visszhangot kapott, köszönhetően a negyven évnyi egyházellenes politika hatásának.

### Szabadon tenyészik

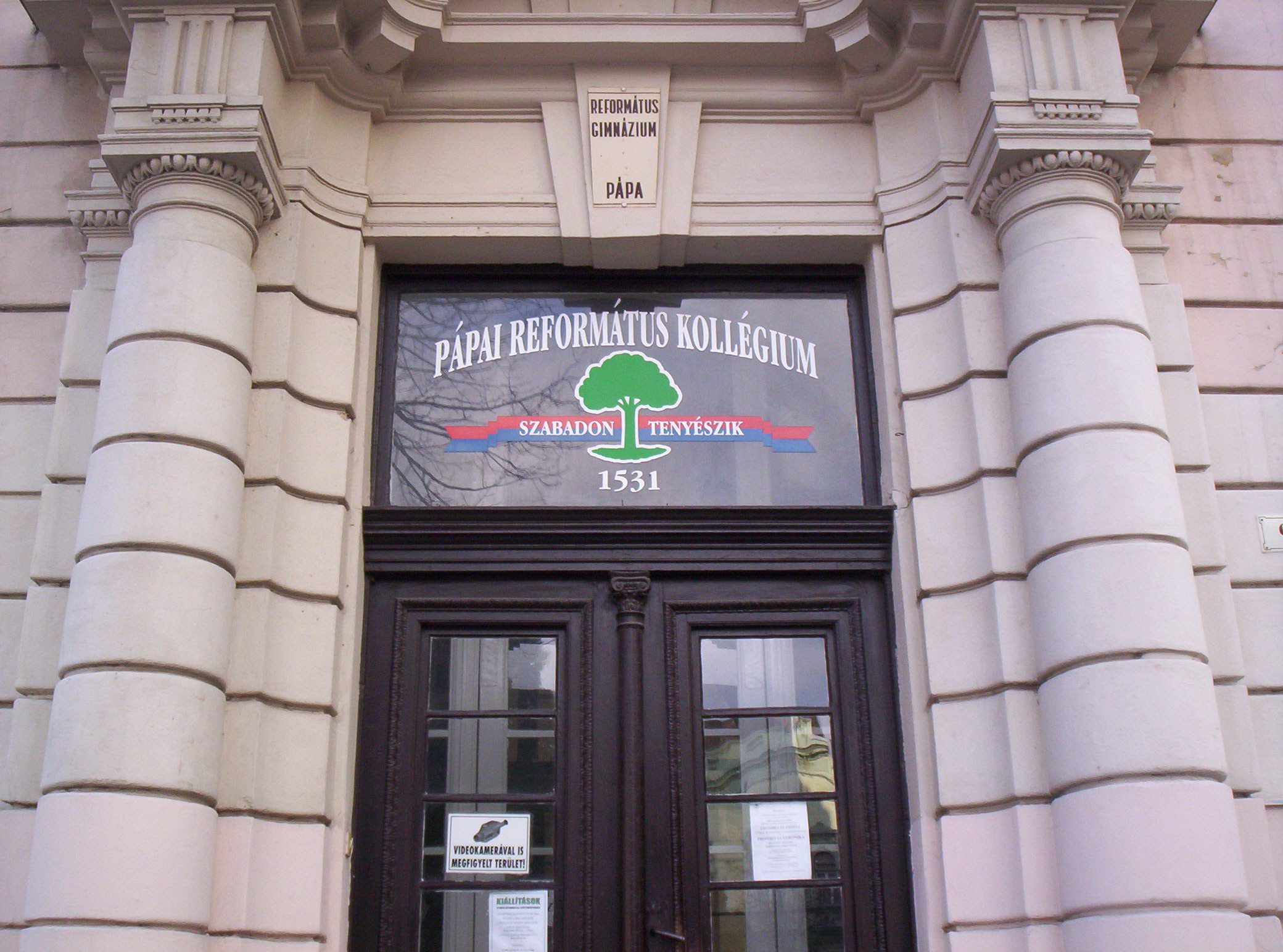
A jelmondat a gimnázium főbejárata felett

A kollégium régebbi jelmondata, ez áll a reformáció korából fennmaradt pecséteken az eperfa alatt. Az iskola alkotó jellegére utal, arra, hogy diákjait segíti egyéni képességeik kibontakoztatásában. Ma ez a jelmondat olvasható a gimnázium főbejárata felett.

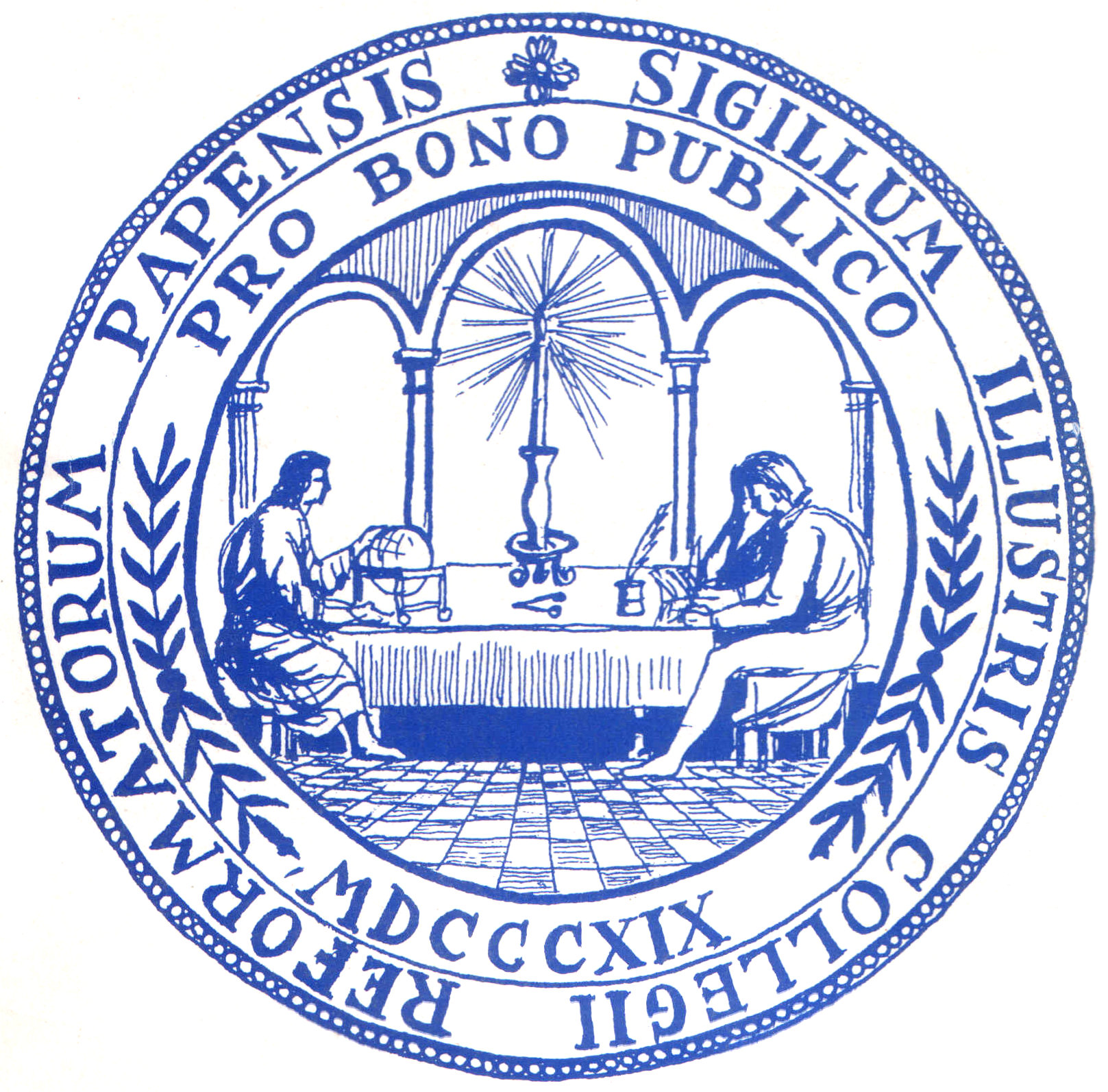
A kollégium pecsétje 1819-ből

### Pro bono publico
A 18. század elején használt latin nyelvű jelmondat, jelentése: a közjóért. Az adászteveli száműzetésből való visszatérés után helyezték el ezt a feliratot az 1793-ban felépített új épület (a mai ókollégium, illetve lányinternátus) második emeletének mennyezetén.

## Híres tanárai
Az intézményben a következő neves teológusok tanítottak:
- Mándi Márton István 1794–1801
- Tóth Ferenc 1801–1817
- Kocsi Sebestyén István 1817–1837
- Liszkay József 1837–1838, 1843–1848
- Széki Béla 1838–1853
- Dömjén Ferenc 1848–1849
- Heiszler József 1850–1854
- Kis Gábor 1853–1858
- Kotasz István 1854–1880
- Kiss János 1856–1899
- Tóth Dániel 1858–1900
- Németh István 1881–1914
- Antal Gábor 1885–1888
- Révész Kálmán 1886–1892
- Horváth József 1888–1917
- Kis József 1892–1901
- Antal Géza 1899–1924
- Thury Etele 1900–1917
- Csizmadia Lajos 1901–1926
- Pongrácz József 1913–1947
- Czeglédy Sándor 1914–1920
- Vass Vince 1917–1929
- Miklós Ödön 1921–1922
- Tóth Lajos 1921–1947
- Tóth Endre 1927–1947
- Molnár Jenő 1924–1925
- Vasady Béla 1927–1928
- Győry Elemér 1926–1928
- Trócsányi Dezső 1929–1951
- Herczegh József 1929–1930
- Incze Gábor 1930–1931
- Török István 1932–1941
- Benedek Sándor 1939–1951
- Bujáky Miklós 1991-1997
- dr. Czapáry Endre 1991-2000
- Czapáry Endréné 1991-2000
- dr. Kálmán Attila 1994-2004
- dr. Korsós Bálint István 1991-2007
- Kovács Péter Ferenc 1992-2016

## Híres diákjai
- Balázs János nyelvész, műfordító
- Ballagi Mór teológus, nyelvész
- Babiczky Tibor költő
- Bocsor István főiskolai tanár
- Csekő Gusztáv, aki később ugyanott ének- és zenetanár lett.
- Csoóri Sándor költő
- Eötvös Károly ügyvéd, író
- Gáspár Tibor történész, komáromi tanár.
- Jókai Mór író
- Kenessey Albert hajóstiszt, hajózási szakember, az MTA tagja
- Kerkapoly Károly jogász, pénzügyminiszter, később az iskola tanára is
- Kozma Andor költő
- Kozma Sándor államügyész
- Kulifay Elek magyar református lelkész, egyházszervező
- Lőrincze Lajos nyelvész
- Marczali Henrik történész
- Nagy László költő
- Orlai Petrich Soma festőművész
- Petőfi Sándor költő
- Pócza Jenő fizikus
- Rab Zsuzsa költő
- Simon Márton költő
- Somogyi József szobrászművész
- Tarczy Lajos polihisztor
- Thaly Kálmán
- Vikár Béla néprajzkutató, a Kalevala fordítója
- Zádor György író, irodalomtörténész